# Championnat d'Italie de football de deuxième division 1949-1950
Navigation
Édition précédente Édition suivante
La saison 1949-1950 de Serie B, organisée par la Lega Calcio pour la quatrième fois, est la 18e édition du championnat de deuxième division en Italie. Les deux premiers du championnat sont promus en première division, les cinq derniers sont relégués en Serie C.
À l'issue de la saison, Naples termine à la première place et monte en Serie A 1950-1951 (1re division) accompagné par le vice-champion, Udinese Calcio.

## Compétition
La victoire est à deux points, un match nul à 1 point.

### Classement
| Rang | Équipe           | Pts | J  | G  | N  | P  | Bp | Bc  | Diff |
| ---- | ---------------- | --- | -- | -- | -- | -- | -- | --- | ---- |
| 1    | Naples           | 61  | 42 | 27 | 7  | 8  | 76 | 34  | +42  |
| 2    | Udinese Calcio P | 60  | 42 | 26 | 8  | 8  | 78 | 39  | +39  |
| 3    | Legnano          | 57  | 42 | 25 | 7  | 10 | 86 | 52  | +34  |
| 4    | S.P.A.L.         | 55  | 42 | 24 | 7  | 11 | 95 | 65  | +30  |
| 5    | ModèneR          | 52  | 42 | 22 | 8  | 12 | 76 | 42  | +34  |
| 6    | Brescia          | 48  | 42 | 17 | 14 | 11 | 81 | 64  | +17  |
| 7    | Spezzia          | 48  | 42 | 21 | 6  | 15 | 69 | 55  | +14  |
| 8    | LivourneR        | 46  | 42 | 19 | 8  | 15 | 61 | 59  | +2   |
| 9    | Pise             | 41  | 42 | 13 | 15 | 14 | 55 | 50  | +5   |
| 10   | Hellas Vérone    | 41  | 42 | 17 | 7  | 18 | 68 | 68  | 0    |
| 11   | Syracuse         | 41  | 42 | 17 | 7  | 18 | 68 | 71  | -3   |
| 12   | Calcio Catane P  | 40  | 42 | 15 | 10 | 17 | 54 | 61  | -7   |
| 13   | Salernitana      | 39  | 42 | 15 | 9  | 18 | 58 | 56  | +2   |
| 14   | US Cremonese     | 39  | 42 | 14 | 11 | 17 | 56 | 57  | -1   |
| 15   | Vicence          | 39  | 42 | 15 | 9  | 18 | 63 | 67  | -4   |
| 16   | Fanfulla P       | 38  | 42 | 16 | 6  | 20 | 63 | 71  | -8   |
| 17   | Reggiana         | 37  | 42 | 15 | 7  | 20 | 56 | 64  | -8   |
| 18   | Alexandrie       | 36  | 42 | 15 | 6  | 21 | 70 | 74  | -4   |
| 19   | Empoli           | 35  | 42 | 14 | 7  | 21 | 51 | 69  | -18  |
| 20   | Arsenale Taranto | 32  | 42 | 15 | 2  | 25 | 56 | 96  | -40  |
| 21   | Prato P          | 26  | 42 | 8  | 10 | 24 | 55 | 97  | -42  |
| 22   | Pro Sesto        | 13  | 42 | 6  | 1  | 35 | 35 | 119 | -84  |

|  | Promotion en Serie A                        |
|  | Relégation en Serie C                       |
|  | P : Promu de Serie C R : Relégué de Serie A |

- Naples gagne le titre de champion lors de la dernière journée profitant d'une défaite 6 à 1 de l'Udinese Calcio à Legnano. L'Udinese, promu en début de saison aura été à la première place depuis la 9e journée, excepté la 25e journée, jusqu'à l'avant dernière journée.